# Sabine Zwiener
Sabine Beate Zwiener, nemška atletinja, * 5. december 1967, Sontheim, Zahodna Nemčija.
Nastopila je na poletnih olimpijskih igrah leta 1992 in se uvrstila v polfinale teka na 800 m. Na evropskih dvoranskih prvenstvih je osvojila naslov prvakinje v isti disciplini leta 1988 in srebrno medaljo leta 1990.